# Distretto di Qyzylqoǧa
Il distretto di Qyzylqoǧa (in kazako: Қызылқоға ауданы) è un distretto (audan) del Kazakistan con  capoluogo Miâly.